# Silverjuke
Silverjuke é um reprodutor de mídia, especialmente para Jukeboxes.

## Origem e história
Silverjuke, foi fundada em 2003 por Björn Petersen Software Design and Development (Desenho de Software e Desenvolvimento) em Alemanha. A primeira versão foi criada em 23/11/2003 e a primeira versão beta foi lançada um ano depois, em 10/12/2004.
Em anos de desenvolvimento, muitos novos recursos como um sistema de cobrança, suporte para módulos, um SDK, skins, suporte para telas sensível ao toque com um teclado virtual, multilingue, jingles, karaokê e a integração de efeitos visuais foram adicionados.
Hoje em dia o Silverjuke é usado no mundo inteiro e deve ser encontrado em quase todos os sites de shareware para Mac OS X e Windows.
Em 2008, o domínio brasileiro silverjuke.com.br foi registrado. Sob a direção de I. M. Rennberg, o mercado brasileiro deveria ser mais explorado. Uma publicação da página é planejada com a publicação da versão 3 do Silverjuke (suporte para video e algumas modificações).

## Significado do nome
O nome Silverjuke é formado pelas palavras Silver (em português: "prata") e Juke, uma abreviatura para Jukebox.
A palavra Jukebox vem do crioulo e é derivado de "Jook" ou "Juke" e significa humoroso "música obscena", "dança" ou "linguagem".

## Características técnicas
A linguagem de programação usada para escrever o código-fonte das várias versões do Silverjuke é a C++. O programa trabalha totalmente em UTF-16 para garantir uma integração harmoniosa dos títulos de músicas e textos de karaokê internacionais.
- Suporte a plugins diversos, efeitos visuais e sonoros
- Suporte a Skins com diversos recursos visuais
- Suporte a recursos online de Streaming
- Gravação de CDs de Música
- Controla até 24 caixas de som diretamente
- Suporte a controle remoto
- Suporte a controle remoto via celular
- Suporte a controle remoto via rede
- Sístema de cobrança
- Execução de Scripts (SDK) com a função de criar seu próprio menu
- Não é necessário de uma instalação
- Teclado virtual
- Multilingue
- Suporte a listas de reprodução
- Execução automática e modo de espera
- API para botões e moedeiras (não é necessário de hardware para comunicar)
- Modo de Quiosque
- Ler e modifica múltiplo ID3-Tags (batch)
- Renomear múltiplo nomes dos arquivos (batch)
- Suporte ao vários monitores
- Tocar Jingles
- Reproduz áudio
  - aac  ac3  aif aiff  alac  ape  asf  fla  flac  it  m4a  mo3  mod  mp+  mp1  mp2 mp3  mp3+g  mp4  mpc  mtm  ofr  ogg  s3m  spx  tta  umx  wav wma  wv  xm

- Processa e editar capas (editor de imagens integrado)
  - ani  bmp  cur  gif  ico  iff  jif  jpe  jpeg jpg  pcx  png  pnm  tga  tif tiff  xpm

- Gerar capas foltandas

- Ler arquivos compactados
  - tar zip

- Reproduz karaokê
  - cdg cd+g lrc

- Ler, modifica e cria listas de reprodução
  - cue m3u  m3u8  pls